# Scrittura cuneiforme (romanzo)
Scrittura cuneiforme (Spijkerschrift) è un romanzo in lingua neerlandese dell'autore iraniano naturalizzato olandese Kader Abdolah, pubblicato nel 2000 nei Paesi Bassi.

## Trama
Nel villaggio iraniano di Zafferano, ai piedi del monte omonimo presso il confine con l'Unione Sovietica, vive Aga Akbar, il figlio sordomuto di un nobile locale e di una sua serva. Il suo zio paterno, il poeta Kazem Gan, cerca di dare al nipote almeno i rudimenti di un'istruzione, e a questo scopo crea una specie di linguaggio dei segni nel quale il nipote possa esprimersi, e lo porta in una grotta sul monte dove si trova un'antica iscrizione cuneiforme dei tempi di Ciro il Grande. Il ragazzo ne rimane affascinato e per tutta la vita vergherà i suoi appunti con una scrittura ispirata ai caratteri incisi nella roccia.
Quando Aga Akbar è un giovanotto, i lavori di costruzione di una ferrovia raggiungono il monte Zafferano. L'uso degli esplosivi metterebbe in pericolo la grotta dell'iscrizione, così i lavori di scavo proseguono a mano. Aga Akbar è tra gli scavatori, che vengono lautamente ricompensati dallo scià Reza Khan. Il sovrano, nella sua politica di modernizzazione dell'Iran e di estirpazione delle superstizioni, fa anche murare un pozzo naturale sul monte dove la tradizione popolare dice che si trovi il mahdi in preghiera e in contemplazione, in attesa che maturino i tempi per il suo ritorno.
A causa della sua sordità, Aga Akbar non riesce a trovare una moglie, ragion per cui va spesso a prostitute con i suoi amici Seide Shoja e Iafar. Quando si prende un'infezione alle vie urinarie, le sue zie si rivolgono alla sensale di matrimoni Zeineb Gatun, che procura una sposa bella ma malaticcia, che non sopravvive alla prima notte di nozze.
Qualche tempo dopo, Kazem Gan va a far visita a un suo amico, cacciatore di camosci, e fa la conoscenza di sua figlia Tine, rimanendo colpito dalla sua personalità, tanto da pensare che potrebbe essere la donna adatta a suo nipote; così Tine diventa la seconda moglie di Aga Akbar e dà alla luce un maschio, Ismail, seguito da tre femmine. Per dare ai suoi figli un'istruzione migliore, Aga Akbar decide di trasferirsi in una vicina città, Senejan. La sua condizione professionale subisce però un peggioramento: non più un artigiano riparatore di tappeti, attività nella quale era molto apprezzato, ma operaio in una fabbrica di tappeti.
In occasione di uno spettacolo organizzato dalla scuola per il compleanno del principe ereditario, Ismail è costretto a ballare, vestito da donna, su un palcoscenico. Per il ragazzo è un'umiliazione che gli costerà in seguito le angherie dei bulli; Aga Akbar cerca d'interrompere l'esibizione per difendere l'onorabilità del figlio, ma viene picchiato dalle guardie.
Per risolvere i problemi dentari di suo padre, Ismail cerca un dentista in città. L'unico che accetta di essere pagato a rate è Pur Bahlul, che fa una dentiera completa ad Aga Akbar e prende in simpatia Ismail, prestandogli i suoi libri e trovandogli un lavoro al giornale cittadino. Viene poi arrestato in quanto oppositore del regime dello scià.
Dopo il suo diploma, Ismail fa in modo di aprire una bottega a suo padre perché possa tornare al suo lavoro di artigiano. Trasferitosi a Teheran per frequentare l'università, entra in un movimento clandestino di sinistra. Il fatto che la sua famiglia abiti vicino alla frontiera con l'URSS fa sì che Ismail sia incaricato di nascondere Jamila, una militante ferita in uno scontro con la polizia, in attesa di farla espatriare. Ismail si trova così costretto a coinvolgere i suoi genitori, che accolgono benevolmente la ribelle che, dopo essere guarita, può lasciare l'Iran.
La lastra di cemento che chiudeva il pozzo del mahdi sul Monte Zafferano viene rimossa, ma l'anfratto viene trovato vuoto, con grande stupore dei paesani; tra di loro si diffonde la diceria che il mahdi sia andato nella città santa di Qom. Dopo la rivoluzione, viene in visita Khomeini, visto dalle masse popolari legate alla religione come un santo, ma che scombina i progetti politici del partito di Ismail, che ora opera alla luce del sole. Ismail, presagendo la nascita di un nuovo regime illiberale, decide di compiere assieme a suo padre delle imprese che desiderava da lungo tempo, come la scalata del monte Damavand, la montagna più alta del paese.
Ismail è incaricato dal partito, entrato in una nuova fase di clandestinità, di stampare ogni settimana migliaia di volantini per mezzo di un ciclostile che sistema nell'appartamento che ha affittato, lontano da sua moglie e sua figlia; quando si rende conto che il suo contatto è stato scoperto, si disfa di ciclostile e volantini e torna da suo padre con l'intenzione di espatriare al più presto. L'ultimo incontro con Aga Akbar è struggente. Ismail resta per un po' di tempo nell'Unione Sovietica in condizioni disagiate, poi si sposta nei Paesi Bassi, dove ottiene l'asilo politico e si fa raggiungere da moglie e figlia che erano rimaste in Iran.
Campanellina, la figlia ultimogenita di Aga Akbar, ispirata dall'esempio di Jamila e di suo fratello entra anch'essa nella resistenza al regime degli imam e viene arrestata; tuttavia, riesce a fuggire. In città si dice che si sia incamminata verso il monte Zafferano per passare il confine in pieno inverno; Aga Akbar cerca allora di raggiungerla per fornirle assistenza, e parte a piedi da casa, senza avvisare i suoi famigliari che, in pena per lui, mandano i generi a cercarlo, ma invano. Il suo cadavere è ritrovato da un pastore dopo il disgelo, in primavera. Di Campanellina nessuna traccia.
Ismail, nei Paesi Bassi, riceve per posta il quaderno del padre, di cui cerca d'interpretare la grafia per ricostruire la sua storia. Immagina che la sorella e gli altri evasi abbiano raggiunto una grotta sul monte dove viene riservata loro la stessa sorte dei personaggi della sura della Caverna, rimasti addormentati per trecento anni prima che si risvegliassero.

## Personaggi
- Aga Akbar: uno dei protagonisti della vicenda, annodatore di tappeti persiani.
- Aga Hadi Mahmude Gazanwiie Gorasani:[2] nobile persiano, padre di Aga Akbar.
- Hajar: serva del precedente, madre di Aga Akbar.
- Kazem Gan: zio paterno di Aga Akbar, poeta e oppiomane.
- Ussa Golam: fabbricante di tappeti che insegna il suo mestiere ad Aga Akbar.
- Seied Shoja: amico d'infanzia di Aga Akbar, cieco.
- Iafar: altro amico di Aga Akbar.
- Zeineb Gatun: sensale di matrimoni sul monte Zafferano.
- Il cacciatore di camosci: amico di Kazem Gan e padre di Tine.
- Tine: seconda moglie di Aga Akbar.
- Ismail: figlio di Aga Akbar e di Tine. Costituisce uno dei due narratori della storia (l'altro è un narratore onnisciente).
- Ensi e Marzi: figlie di Aga Akbar e di Tine
- Bolfazil e Atri: mariti delle precedenti.
- Mahbubé detta Zangule (in persiano Campanellina): figlia ultimogenita di Aga Akbar e Tine. Deve il suo soprannome al fatto che, neonata, aprì per la prima volta gli occhi al suono di una piccola campanella suonata da suo padre.
- Pur Bahlul: dentista e oppositore politico, prima del regime dello scià poi di quello degli imam. Viene imprigionato da entrambi; la sua abiura alle idee laiche e di sinistra e la sua adesione al regime degli imam è mostrata in televisione per scopi di propaganda.
- Jamila: militante del partito di Ismail.
- Safa: moglie di Ismail.
- Nilufar: figlia di Ismail e di Safa.
- Igor: giornalista olandese amico di Ismail.
- Louis: medico olandese che aveva esercitato in Iran, incontrato per caso in treno da Ismail, che va poi a visitarlo a casa sua ad Agnet aan Zee.

## Edizioni italiane
- Kader Abdolah, Scrittura cuneiforme, collana Gli Iperborei, traduzione di Elisabetta Svaluto Moreolo, n. 118, Milano, Iperborea, 2003, ISBN 88-7091-118-7.